# 松阪站

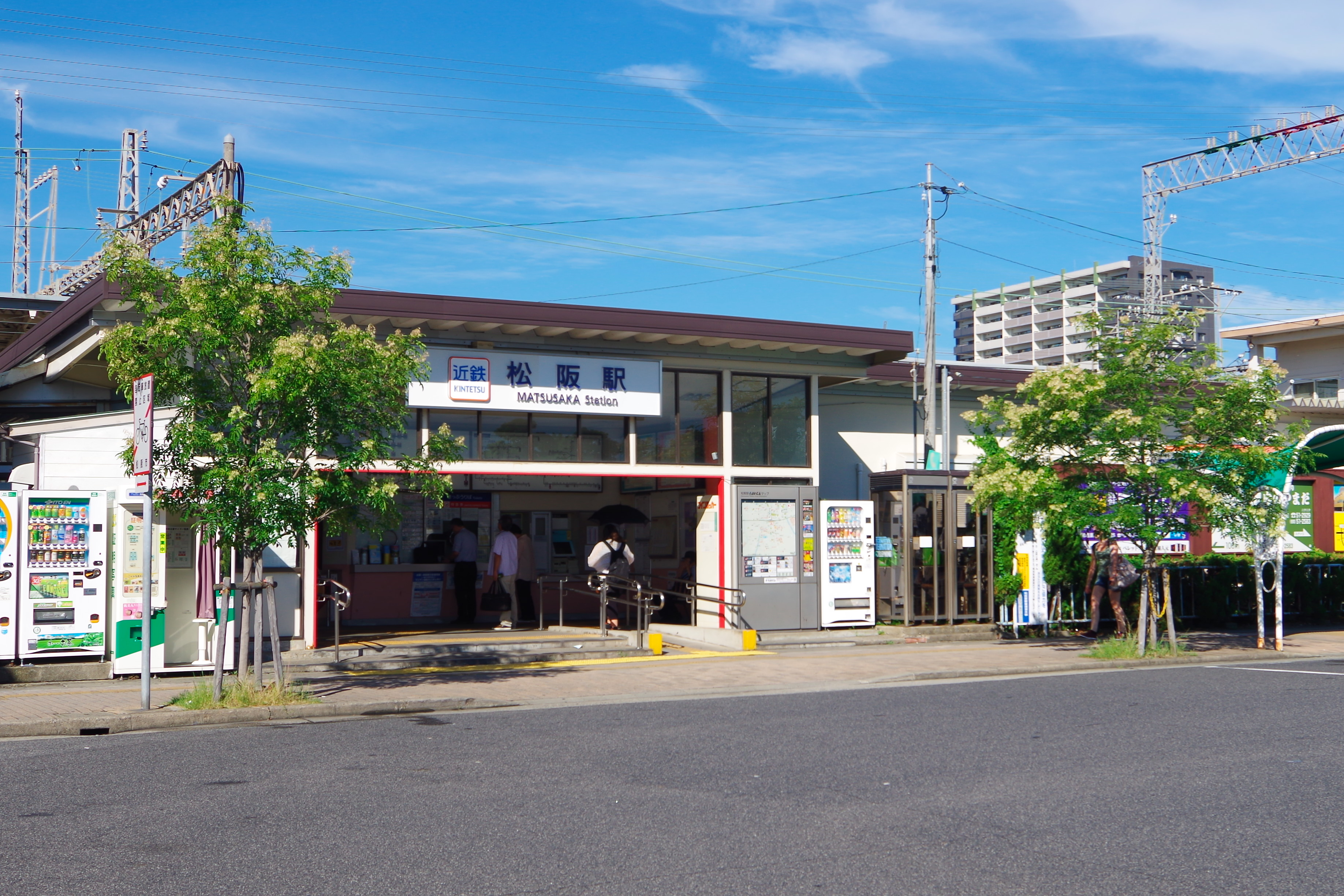
北出口（2014年8月）

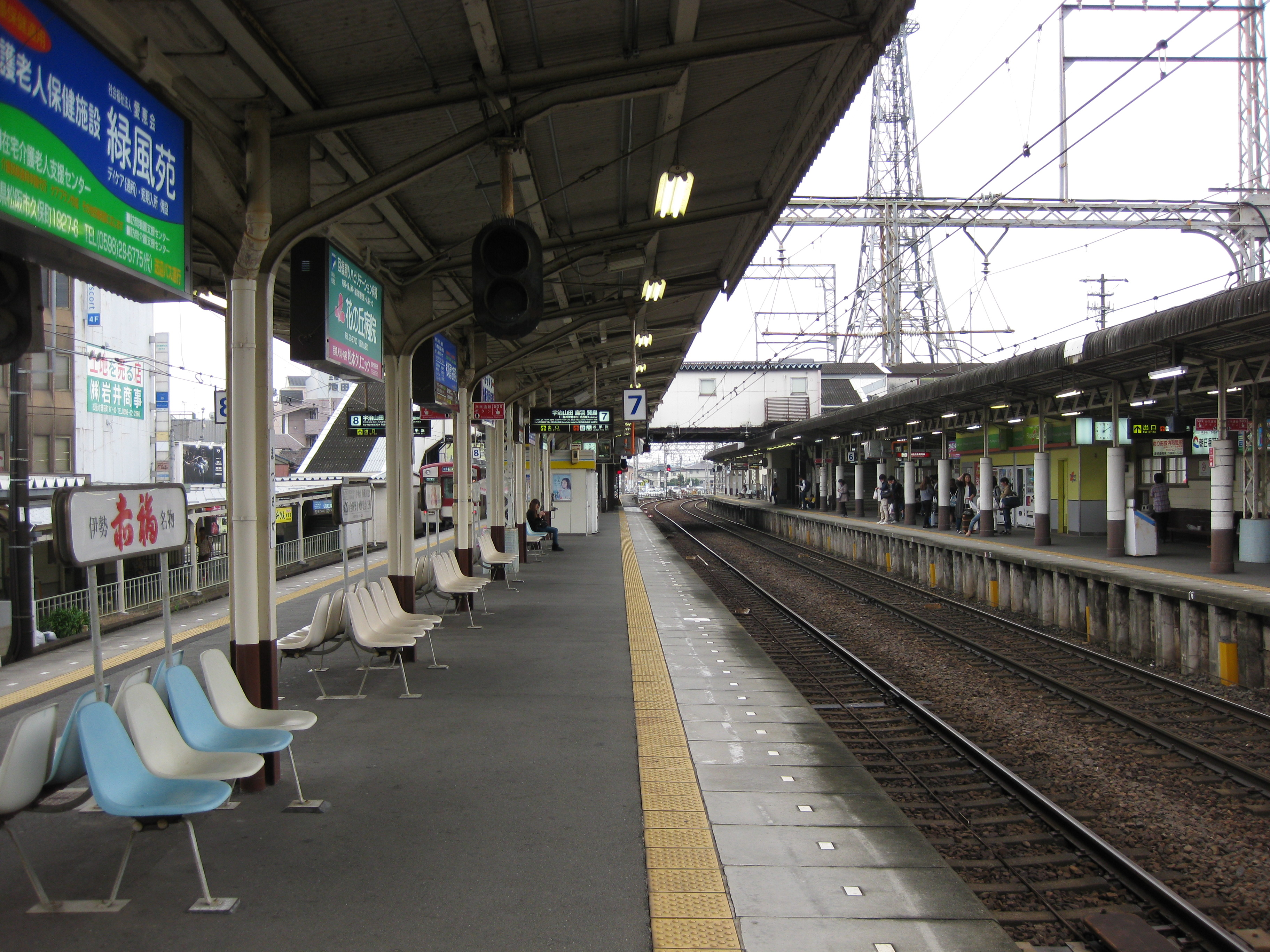
近鐵線月台

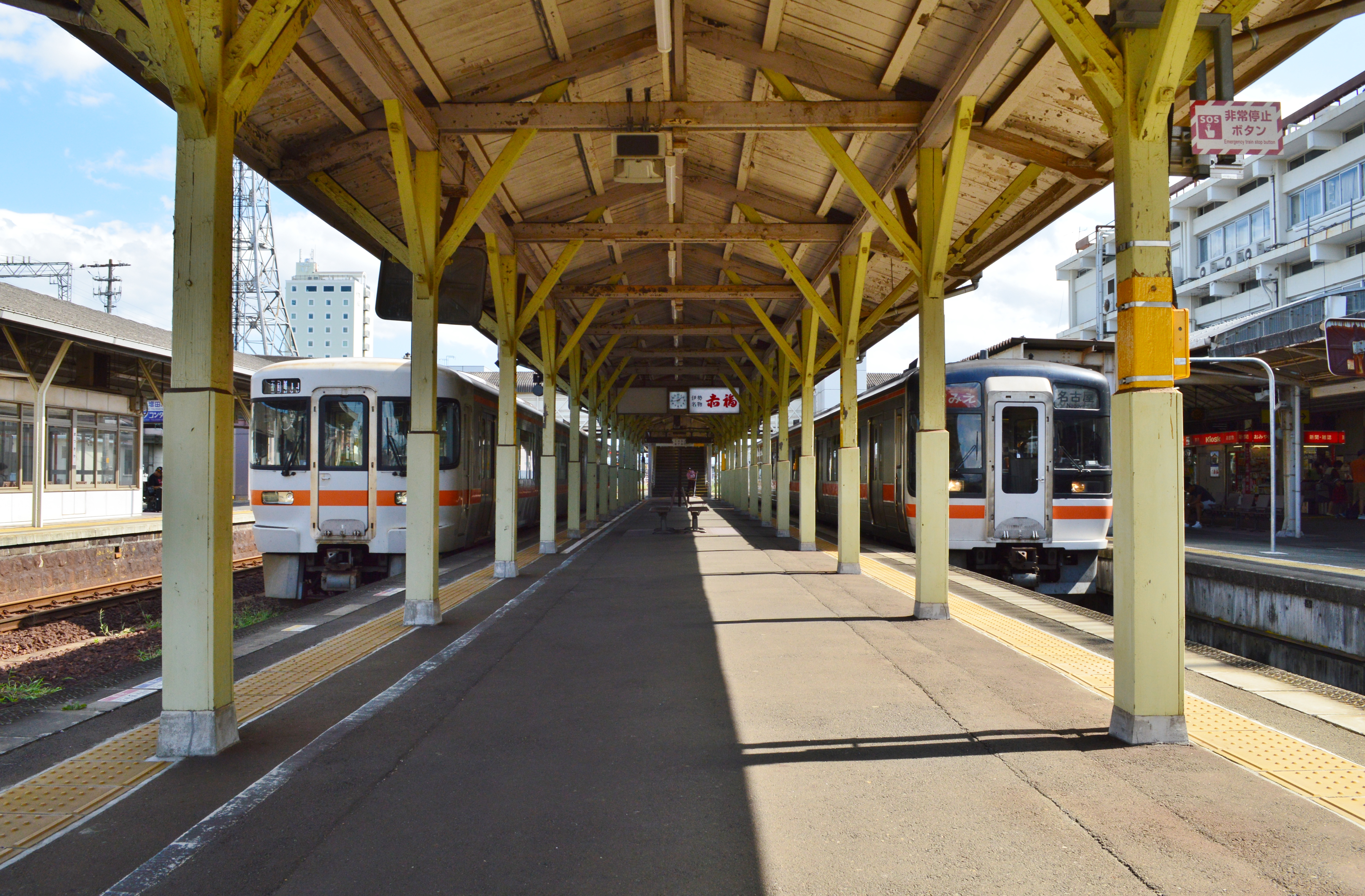
JR線月台

松阪站（日语：／ Matsusaka eki */?）是位於三重縣松阪市京町和京町一區，東海旅客鐵道（JR東海）和近畿日本鐵道（近鐵）的共構車站。在車站編號中，近鐵為「M64」。
在此站乘坐近鐵線時，可使用PiTaPa（關西周遊卡協議會）及可以與PiTaPa互相使用的智能卡（IC卡）。但是，當乘坐JR東海時則不能使用。

## 歷史

### JR東海

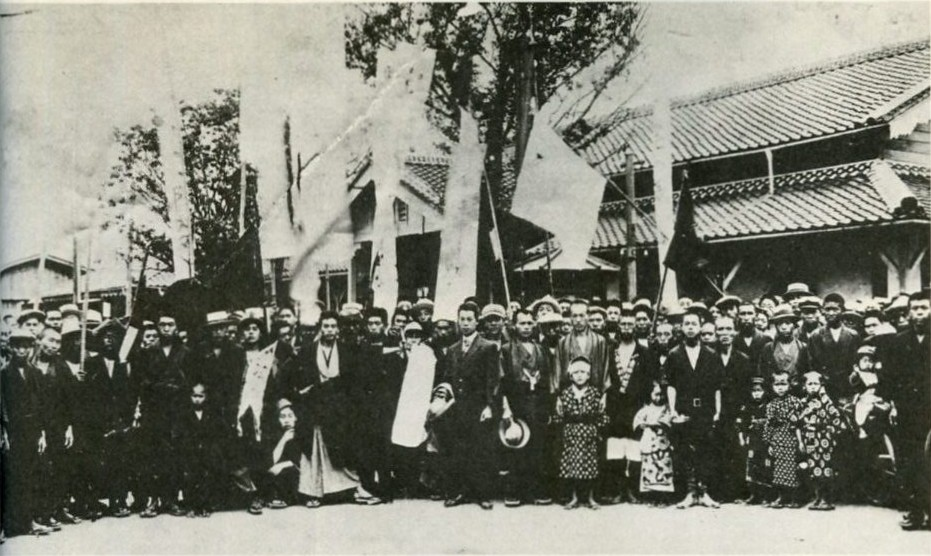
1924年(大正13年)6月在松阪站前。農民將上田音市送進監獄。

- 1893年（明治26年）12月31日：参宮鐵道津至宮川之間開通，参宮鐵道車站啟用[1]。為一般車站。
- 1907年（明治40年）10月1日：参宮鐵道國有化[1]。
- 1909年（明治42年）10月12日：制定路線名稱。成為參宮線所屬車站[1]。
- 1929年（昭和4年）8月25日：國鐵名松線松阪站至權現前站開業[3]。
- 1937年（昭和12年）12月3日：車站大樓重建[4][5]。
- 1959年（昭和34年）7月15日：因應紀勢本線全線開通，参宮線多氣以北區間編入至紀勢本線，同線為所屬車站[6]。
- 1962年（昭和37年）11月16日：新車站大樓完成。
- 1978年（昭和53年）8月4日：開設三交大廈出口[5]。
- 1984年（昭和59年）2月1日：不再提供貨物裝卸服務。
- 1986年（昭和61年）11月1日：不再提供行李裝卸服務。
- 1987年（昭和62年）4月1日：伴隨國鐵分割民營化，車站由東海旅客鐵道（JR東海）營運[7]。

### 近鐵
- 1930年（昭和5年）
  - 3月27日：参宮急行電鐵松阪至外宮前（現時為宮町）之間開通，参宮急行電鐵車站啟用[2]。
  - 5月18日：参宮急行電鐵松阪至参急中川（現時為伊勢中川）之間開業[2]。
- 1941年（昭和16年）3月15日：大阪電氣軌道與参宮急行電鐵合併，關西急行鐵道成立[2]。路線名改名為山田線[8]。
- 1944年（昭和19年）6月1日：關西急行鐵道與南海鐵道（為南海電氣鐵道的前身）合併，成為近畿日本鐵道的車站[2]。
- 1955年（昭和30年）4月3日：開設北出口[9][10]。
- 1969年（昭和44年）10月16日：近鐵設置下行待避線。
- 2007年（平成19年）4月1日：近鐵車站可以使用PiTaPa[11]。
- 2012年（平成24年）3月20日：在當日實施的時間表修正後，區間快速急行運輸廢止。

### 三重電氣鐵道（現已廢止）
- 1912年（大正元年）8月17日：松阪輕便鐵道大石線（即後來的三重電氣鐵道松阪線（日语：三重電気鉄道松阪線））松阪站啟用[12][13]。該車站設於國鐵松阪站南側。
- 1919年（大正8年）7月19日：公司名稱至松阪鐵道[13]。
- 1928年（昭和3年）1月19日：公司名稱至松阪電氣鐵道[13]。
- 1944年（昭和19年）2月11日：公司合併至三重交通[13]。
- 1964年（昭和39年）
  - 2月1日：三重交通的鐵道事業分割至另一間公司。由三重電氣鐵道繼承[13]。
  - 12月14日：三重電氣鐵道松阪線廢線，三重電氣鐵道的松阪站廢止[12][13]。車站遺址為三交百貨店（日语：三交百貨店）松阪店。

## 車站構造
車站為地上車站。JR東海設有1面1線的單式月台和2面3線的島式月台，合共3面4線。近鐵設有1面1線的單式月台和1面2線的島式月台，合共2面3線。兩鐵路公司合共設有5面7線的混合式月台。月台編號由1號至8號，1號和6號月台是單式月台，2、3號月、4、5號月台、7、8號月台是島式月台。
此外，在1987年至1990年期間，1號月台曾經不存在。舊1號月台為名松線的專用月台，路線與2號月台分開敷設，該時名松線的列車改為在5號月台出發，再把舊1號月台路軌撒走。隨後，舊1號月台向2號月台一方擴張。沒有建設新的路軌路，與2號月台共有同一條路軌並1號月台再次投入服務。現時2號月台並沒有使用使用，該月台上設有柵欄。
現時JR線1號月台和2號月台是使用同一條上行1號線路軌。隨後，3號至5號月台使用上行本線路軌，下行本線路軌，下行1號線路軌。在近鐵線中，6號月台供上行列車使用，8號月台供下行列車使用，中間的7號月台供上下行列車使用，為待避線。
車站大堂分成南北兩邊，南邊（南出口）由JR東海，北邊（北出口）由近鐵管理。兩邊與月台之設有跨線橋連接。在跨線橋中間沒有閘口，乘客入閘後可自由來往JR與近鐵月台，但是近鐵會不定期在4、5和6號月台設有臨時閘口以檢查車票。
JR東海車站中設有站長，為車站職員配置站（直營站）和管理站，負責管理紀勢本線六軒站、德和站以及名松線各站。另外，近鐵車站是由伊勢中川站管理。

### 月台
| JR月台   | JR月台                 | JR月台                 | JR月台                                     | JR月台                         |
| 月台     | 路線                   | 上下行                 | 行向                                       | 備註                           |
| -------- | ---------------------- | ---------------------- | ------------------------------------------ | ------------------------------ |
| 1        | ■JR紀勢本線            | 上行                   | 龜山、名古屋方向                           | 使用同一路軌                   |
| 2        | （現時不會使用此月台） | （現時不會使用此月台） | （現時不會使用此月台）                     | 使用同一路軌                   |
| 3        | ■JR紀勢本線            | 上行                   | 龜山、名古屋方向                           | 部分普通列車使用此月台         |
| 4        | ■JR紀勢本線            | 下行                   | 新宮、伊勢市方向                           | 部分普通列車使用改用1、5號月台 |
| 5        | ■JR名松線              | -                      | 伊勢奧津方向                               |                                |
| 近鐵月台 |                        |                        |                                            |                                |
| 月台     | 路線                   | 上下行                 | 行向                                       | 備註                           |
| 6        | 近鉄山田線             | 上行                   | 伊勢中川、津、名古屋、大阪、神戶、京都方向 |                                |
| 7        | 近鉄山田線             | 上行                   | 伊勢中川、名古屋方向                       | 待避或折返列車                 |
| 7        | 近鉄山田線             | 下行                   | 宇治山田、鳥羽、賢島方向                   | 待避列車                       |
| 8        | 近鉄山田線             | 下行                   | 宇治山田、鳥羽、賢島方向                   |                                |

在上行列車中，快速「三重」會使用1號月台，特急「南紀」會使用3號月台。普通列車基本上會使用1號月台，若是待避「三重」列車時則使用3號月台。

### 車站設備
- 南、北出口均設有自動閘機、自動補票機。自動閘機可支援IC卡，但乘坐JR線時不可使用IC卡入閘。在閘口內沒有轉乘用閘機，若在近鐵使用IC卡乘車後轉乘JR線時，需要出閘並購買JR車票，才可再次入閘乘坐JR線。此情況與津、伊勢市和鳥羽站也是相同做法。
- 在跨線橋南端曾設有連接三交百貨店（日语：三交百貨店）的有人閘口，在百貨店結業此閘口也永久停用。在建築物拆卸後，暫時未決定如何活用，因此現在暫時為收費停車場。
- JR在南出口設有綠色窗口。北出口設有一台近距離售票機。
- 近鐵在南、北出口均設有閘口櫃臺。在南出口設有發售定期票。
- 在車站商店中，在近鐵一邊的橋上通路設有由近鐵零售（日语：近鉄リテーリング）營運的FamilyMart[15]，在JR一邊近閘口邊設有Kiosk和「日语：」的車站便當商店。車站曾經設有車站蕎麥麵（日语：駅そば）店，但在2018年3月26日結業。
  - 在JR站內設有商店售賣特產車站便當「元祖特選牛肉便當」，由「日语：」發售。在發售當初，設有售票10,500日圓的「極上松阪牛菲力牛肉便當」，為日本最貴便當（若包含在閘口外發售，在東武日光站的「日光埋藏金便當」為最貴，售價150,000日圓）。此外在1959年，當時的「元祖特選牛肉便當」售價也達到150日圓，也是在當時為日本最貴便當。另外，在橋上通路的FamilyMart售賣部分「日语：」的車站便當。
- JR、近鐵兩邊設有抽水馬桶的廁所。可供無障礙使用者及人工肛門對應設備（日语：オストメイト）之使用者使用。

## 特徴

### 停站列車
JR線
- 此站所有旅客列車均停站。
- 在黃昏時段，設有2班紀勢線多氣方向普通列車以此站為終點站。
- 在快速「三重」剛開始運行時，除了1往來紀伊勝浦站（現時該列車升格至特急「南紀」）外，所有班次均在此為終點站。

近鐵線
- 除甲特急、觀光特急「Shimakaze」外所有定期旅客列車均停站[16]。
- 設有多班以此為終點站或起點站的特急和急行系列車。整日設有名古屋線急行列車在此站折返[16]。另外，沒有定期普通列車在此站為終點站[16]。
  - 特急列車方面，在早上和晚間設有以此為終點站或起點站的阪伊乙特急和名伊乙特急列車，在早上設有2班以此為起點站的京伊特急列車[16]。
  - 在晚間設有以此站為終點站來自大阪的快速急行班次，在早上設有此站為起點站的急行列車前往名張[16]。在2012年3月19日前，設有區間快速急行班次，並以此站為終點站。
- 待避線可提上下行列車共用。除日間下行普通列車毎小時有1班列車可與急行進行緩急接駁外，其餘均在伊勢中川站、櫛田站、明星站、明野站進行待避[16]。

### 其他
- 為松阪市的代表車站。
- JR的紀勢本線、名松線為非電氣化路線，近鐵山田線則為電氣化路線，使用直流架空電纜方式供電。
- 為JR紀勢本線和近鐵線於三重縣最南的轉乘站，紀勢本線、参宮線各站前往大阪方向，可在此站透過通過連絡運輸（日语：通過連絡運輸）轉乘近鐵線前往大阪，最遠為鶴橋站。
- 在此站可轉乘由三重交通、三重急行自動車營運「南紀特急巴士」前往尾鷲・熊野市方向（實際的巴士站是在松阪中央醫院）。

## 車站便當
以下將會列出主要售賣的車站便當，當中有許多都是與松阪牛相關的車站便當。
- 松阪名物霜降壽司
- 松阪名物Mo~太郎壽司
- 本居宣長辨當
- 五街道 彩（Irodori）弁当
- 松阪名物美味丼
- 元祖特選牛肉便當
- 松阪名物黑毛和牛Mo~太郎便當
- 復刻版 元祖牛肉便當
- 松阪的熱熱牛遇見白飯！！
- 特上牛肉便當
- 匠之技 松阪牛物語
- Hokahoka Mo~太郎松阪（松~阪）便當

## 利用狀況
根據「三重縣統計書」，以下列出近年1日平均乘車人次，當中包含了近鐵與JR的轉乘客。
| 年度   | JR東海 | 近畿日本 鐵道 |
| ------ | ------ | ------------- |
| 1997年 | 2,077  | 10,364        |
| 1998年 | 2,000  | 9,967         |
| 1999年 | 1,974  | 9,721         |
| 2000年 | 1,970  | 9,459         |
| 2001年 | 1,928  | 9,185         |
| 2002年 | 1,840  | 8,840         |
| 2003年 | 1,774  | 8,596         |
| 2004年 | 1,709  | 8,456         |
| 2005年 | 1,775  | 8,327         |
| 2006年 | 1,863  | 8,203         |
| 2007年 | 1,845  | 8,009         |
| 2008年 | 1,836  | 7,867         |
| 2009年 | 1,769  | 7,536         |
| 2010年 | 1,683  | 7,434         |
| 2011年 | 1,654  | 7,379         |
| 2012年 | 1,619  | 7,530         |
| 2013年 | 1,652  | 7,880         |
| 2014年 | 1,563  | 7,637         |
| 2015年 | 1,559  | 7,642         |
| 2016年 | 1,601  | 7,653         |
| 2017年 | 1,592  | 7,734         |

## 在此站上下車人次
以下列出近年來1日中上下車人次：
- 2018年11月13日：12,876人
- 2015年11月10日：12,817人
- 2012年11月13日：12,723人
- 2010年11月9日：13,034人
- 2008年11月18日：14,108人
- 2005年11月8日：13,690人

#### 利用狀況
- 以下會列出松阪站的利用狀況變遷[19][20]。
  - 一年乘車人次以人作單位。更適合用於比較年度數據。
  - 上下車人次調査結果是在任意1日記錄，以人作單位。但需注意，由於在調査日的天氣、活動等原因，使數字變動會比一年乘車人次為大。
  - 當中，最高値會使用紅色，在最高値記錄年度以後的最低値使用青色、在最高値記錄年度以前的最低値使用綠色作標記。

| 年度利用狀況（近鐵松阪站） | 年度利用狀況（近鐵松阪站） | 年度利用狀況（近鐵松阪站） | 年度利用狀況（近鐵松阪站） | 年度利用狀況（近鐵松阪站） | 年度利用狀況（近鐵松阪站） | 年度利用狀況（近鐵松阪站） | 年度利用狀況（近鐵松阪站） |
| 年 度                      | 一年乘車人次：人／年度     | 一年乘車人次：人／年度     | 一年乘車人次：人／年度     | 一年乘車人次：人／年度     | 上下車人次調査結果 人／日  | 上下車人次調査結果 人／日  | 特別事項                   |
| -------------------------- | -------------------------- | -------------------------- | -------------------------- | -------------------------- | -------------------------- | -------------------------- | -------------------------- |
| 年 度                      | 通勤定期乘客               | 上學定期乘客               | 其他乘客                   | 合計                       | 調査日                     | 調査結果                   | 特別事項                   |
| 1950年（昭和25年）         | 1,115,790                  | ←←←←                       | 1,185,339                  | 2,301,129                  |                            |                            |                            |
| 1951年（昭和26年）         | 1,256,760                  | ←←←←                       | 928,684                    | 2,185,444                  |                            |                            |                            |
| 1952年（昭和27年）         | 1,216,830                  | ←←←←                       | 1,267,700                  | 2,484,530                  |                            |                            |                            |
| 1953年（昭和28年）         | 1,202,195                  | ←←←←                       | 1,344,942                  | 2,547,137                  |                            |                            |                            |
| 1954年（昭和29年）         | 1,234,650                  | ←←←←                       | 1,403,612                  | 2,638,262                  |                            |                            |                            |
| 1955年（昭和30年）         | 1,301,610                  | ←←←←                       | 1,458,487                  | 2,760,097                  |                            |                            |                            |
| 1956年（昭和31年）         | 1,460,310                  | ←←←←                       | 1,522,984                  | 2,983,294                  |                            |                            |                            |
| 1957年（昭和32年）         | 1,548,660                  | ←←←←                       | 1,560,062                  | 3,108,722                  |                            |                            |                            |
| 1958年（昭和33年）         | 1,690,890                  | ←←←←                       | 1,597,754                  | 3,288,644                  |                            |                            |                            |
| 1959年（昭和34年）         | 1,799,280                  | ←←←←                       | 1,414,043                  | 3,213,323                  |                            |                            |                            |
| 1960年（昭和35年）         | 2,077,560                  | ←←←←                       | 1,451,328                  | 3,528,888                  |                            |                            |                            |
| 1961年（昭和36年）         | 2,272,860                  | ←←←←                       | 1,493,833                  | 3,766,693                  |                            |                            |                            |
| 1962年（昭和37年）         | 2,607,030                  | ←←←←                       | 1,593,533                  | 4,200,563                  |                            |                            |                            |
| 1963年（昭和38年）         | 2,758,020                  | ←←←←                       | 1,510,220                  | 4,268,240                  |                            |                            |                            |
| 1964年（昭和39年）         | 3,041,340                  | ←←←←                       | 1,566,648                  | 4,607,988                  |                            |                            |                            |
| 1965年（昭和40年）         | 3,298,530                  | ←←←←                       | 1,625,004                  | 4,923,534                  |                            |                            |                            |
| 1966年（昭和41年）         | 3,303,390                  | ←←←←                       | 1,579,026                  | 4,882,416                  |                            |                            |                            |
| 1967年（昭和42年）         | 3,421,740                  | ←←←←                       | 1,663,263                  | 5,085,003                  |                            |                            |                            |
| 1968年（昭和43年）         | 3,501,090                  | ←←←←                       | 1,788,316                  | 5,289,406                  |                            |                            |                            |
| 1969年（昭和44年）         | 3,496,260                  | ←←←←                       | 1,875,108                  | 5,371,368                  |                            |                            |                            |
| 1970年（昭和45年）         | 3,810,030                  | ←←←←                       | 2,017,892                  | 5,827,922                  |                            |                            |                            |
| 1971年（昭和46年）         | 3,831,990                  | ←←←←                       | 2,070,033                  | 5,902,023                  |                            |                            |                            |
| 1972年（昭和47年）         | 3,931,320                  | ←←←←                       | 2,201,265                  | 6,132,585                  |                            |                            |                            |
| 1973年（昭和48年）         | 3,892,200                  | ←←←←                       | 2,398,137                  | 6,290,337                  |                            |                            |                            |
| 1974年（昭和49年）         | 4,167,800                  | ←←←←                       | 2,452,775                  | 6,620,575                  |                            |                            |                            |
| 1975年（昭和50年）         | 3,927,960                  | ←←←←                       | 2,422,981                  | 6,350,941                  |                            |                            |                            |
| 1976年（昭和51年）         | 3,689,040                  | ←←←←                       | 2,289,290                  | 5,978,330                  |                            |                            |                            |
| 1977年（昭和52年）         | 3,540,480                  | ←←←←                       | 2,346,392                  | 5,886,872                  |                            |                            |                            |
| 1978年（昭和53年）         | 3,402,030                  | ←←←←                       | 2,359,027                  | 5,761,057                  |                            |                            |                            |
| 1979年（昭和54年）         | 3,322,950                  | ←←←←                       | 2,331,378                  | 5,654,328                  |                            |                            |                            |
| 1980年（昭和55年）         | 3,300,000                  | ←←←←                       | 2,354,860                  | 5,684,860                  |                            |                            |                            |
| 1981年（昭和56年）         | 3,428,190                  | ←←←←                       | 2,300,211                  | 5,548,401                  |                            |                            |                            |
| 1982年（昭和57年）         | 3,080,700                  | ←←←←                       | 2,281,818                  | 5,362,518                  | 11月16日                   | 22,937                     |                            |
| 1983年（昭和58年）         | 3,083,460                  | ←←←←                       | 2,228,351                  | 5,311,811                  | 11月8日                    | 23,917                     |                            |
| 1984年（昭和59年）         | 2,972,730                  | ←←←←                       | 2,184,273                  | 5,157,003                  | 11月6日                    | 22,800                     |                            |
| 1985年（昭和60年）         | 2,967,360                  | ←←←←                       | 2,179,515                  | 5,146,875                  | 11月12日                   | 22,226                     |                            |
| 1986年（昭和61年）         | 2,888,610                  | ←←←←                       | 2,153,579                  | 5,042,189                  | 11月11日                   | 22,949                     |                            |
| 1987年（昭和62年）         | 2,805,780                  | ←←←←                       | 2,082,428                  | 4,888,208                  | 11月10日                   | 20,751                     |                            |
| 1988年（昭和63年）         | 2,734,230                  | ←←←←                       | 2,072,235                  | 4,806,465                  | 11月8日                    | 21,330                     |                            |
| 1989年（平成元年）         | 2,631,540                  | ←←←←                       | 2,067,527                  | 4,699,067                  | 11月14日                   | 20,657                     |                            |
| 1990年（平成2年）          | 2,651,110                  | ←←←←                       | 2,070,088                  | 4,721,198                  | 11月6日                    | 20,084                     |                            |
| 1991年（平成3年）          | 2,680,980                  | ←←←←                       | 2,032,145                  | 4,713,125                  |                            |                            |                            |
| 1992年（平成4年）          | 2,604,510                  | ←←←←                       | 1,960,209                  | 4,564,719                  | 11月10日                   | 20,088                     |                            |
| 1993年（平成5年）          | 2,547,210                  | ←←←←                       | 1,897,972                  | 4,445,182                  |                            |                            |                            |
| 1994年（平成6年）          | 2,509,290                  | ←←←←                       | 1,837,757                  | 4,347,047                  |                            |                            |                            |
| 1995年（平成7年）          | 2,442,120                  | ←←←←                       | 1,780,082                  | 4,222,202                  | 12月5日                    | 18,338                     |                            |
| 1996年（平成8年）          | 2,307,180                  | ←←←←                       | 1,720,043                  | 4,027,223                  |                            |                            |                            |
| 1997年（平成9年）          | 2,160,090                  | ←←←←                       | 1,622,790                  | 3,782,880                  |                            |                            |                            |
| 1998年（平成10年）         | 2,098,890                  | ←←←←                       | 1,539,016                  | 3,637,906                  |                            |                            |                            |
| 1999年（平成11年）         | 2,047,800                  | ←←←←                       | 1,509,820                  | 3,557,620                  |                            |                            |                            |
| 2000年（平成12年）         | 1,973,610                  | ←←←←                       | 1,478,969                  | 3,452,579                  |                            |                            |                            |
| 2001年（平成13年）         | 1,884,330                  | ←←←←                       | 1,468,003                  | 3,352,333                  |                            |                            |                            |
| 2002年（平成14年）         | 1,798,590                  | ←←←←                       | 1,428,130                  | 3,226,720                  |                            |                            |                            |
| 2003年（平成15年）         | 1,753,650                  | ←←←←                       | 1,392,343                  | 3,145,993                  |                            |                            |                            |
| 2004年（平成16年）         | 1,754,400                  | ←←←←                       | 1,332,027                  | 3,086,427                  |                            |                            |                            |
| 2005年（平成17年）         | 1,740,210                  | ←←←←                       | 1,299,288                  | 3,039,498                  | 11月8日                    | 13,690                     |                            |
| 2006年（平成18年）         | 1,737,510                  | ←←←←                       | 1,256,505                  | 2,994,015                  |                            |                            |                            |
| 2007年（平成19年）         | 1,710,030                  | ←←←←                       | 1,221,565                  | 2,931,595                  |                            |                            |                            |
| 2008年（平成20年）         | 1,695,720                  | ←←←←                       | 1,178,850                  | 2,874,570                  | 11月18日                   | 14,108                     |                            |
| 2009年（平成21年）         | 1,659,510                  | ←←←←                       | 1,091,288                  | 2,750,798                  |                            |                            |                            |
| 2010年（平成22年）         | 1,640,190                  | ←←←←                       | 1,071,449                  | 2,711,639                  | 11月9日                    | 13,034                     |                            |
| 2011年（平成23年）         | 1,646,430                  | ←←←←                       | 1,054,011                  | 2,700,441                  |                            |                            |                            |
| 2012年（平成24年）         | 1,667,070                  | ←←←←                       | 1,081,466                  | 2,748,536                  | 11月13日                   | 12,723                     |                            |
| 2013年（平成25年）         | 1,733,040                  | ←←←←                       | 1,143,203                  | 2,876,243                  |                            |                            |                            |
| 2014年（平成26年）         | 1,676,340                  | ←←←←                       | 1,111,127                  | 2,787,467                  |                            |                            |                            |
| 2015年（平成27年）         |                            | ←←←←                       |                            |                            |                            |                            |                            |

## 車站周邊
JR線邊出入口（南出口）

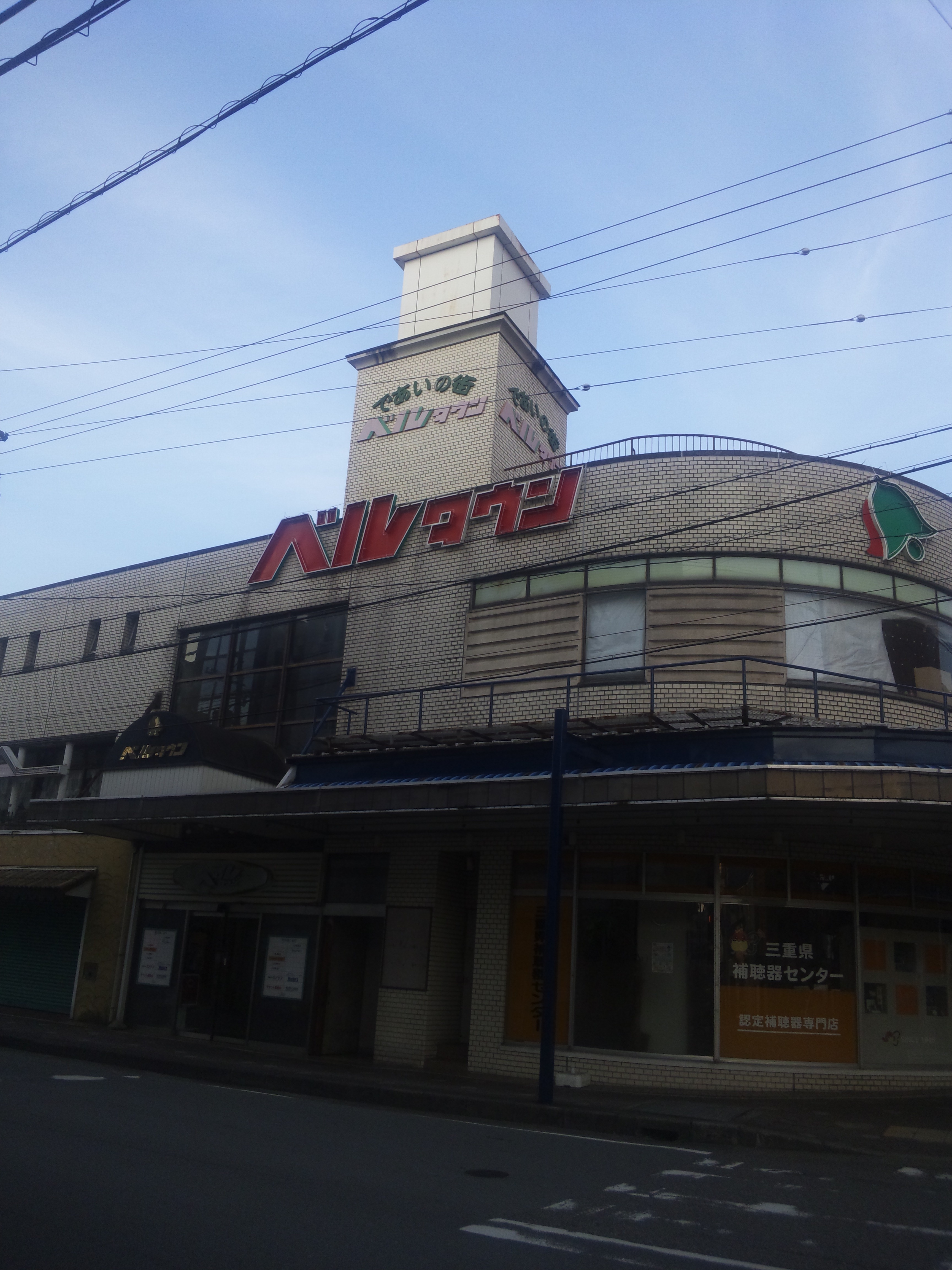
Belltown（2017年7月）

- 松阪公園（松坂城遺跡）、本居宣長記念館、歴史民俗資料館（日语：松阪市立歴史民俗資料館）、御城番屋敷（日语：御城番屋敷）、本居宣長故居
- 松阪市政廳
- 松阪市民醫院
- 第三銀行（日语：第三銀行） 總行
- 三菱日聯銀行 松阪分店
- 桑名三重信用金庫（日语：桑名三重信用金庫） 日野町分店
- 中京銀行（日语：中京銀行） 松阪分店
- 三重銀行（日语：三重銀行） 松阪分店
- 繼松寺（日语：継松寺）（岡寺觀音）
- 松阪商人之館
- 三重縣立松阪工業高等學校（日语：三重県立松阪工業高等学校）
- 松阪市立第一小學（日语：松阪市立第一小学校）
- 住友理工（日语：住友理工）松阪工廠
- Belltown（松阪市站前通商店街）
- 山田電機Tech Land松阪店
- 服部家具中心（日语：服部家具センター）松阪店
- 松阪警署（日语：松阪警察署）
- 紀勢國道事務所
- 和田金（日语：和田金）
- 柳屋奉善（日语：柳屋奉善）
- 牛銀本店（日语：牛銀本店）
- 東橫INN伊勢松阪站前

近鐵線邊出入口（北出口）
- 濟生會松阪綜合醫院（日语：済生会松阪総合病院）
- 松阪朝日郵局
- 桑名三重信用金庫松坂營業部
- 松阪簡易裁判所（日语：松阪簡易裁判所）
- 松阪警署
- 松阪市立第四小學（日语：松阪市立第四小学校）
- 松阪市立鎌田中學
- 三重縣松阪廳舍
- MaxValu（日语：マックスバリュ）松阪中央店
- Hotel Route Inn（日语：ホテルルートイン）松阪站東

## 巴士路線

### 南出口
松阪站前
- 松阪市市街地循環巴士鈴之音巴士（日语：鈴の音バス）
  - 左回（松阪站→市政廳前→市民文化會館→櫻町中央→寶塚町→站部田山之世古→久保中學→松阪站）
  - 右回（松阪站→久保中學→站部田山之世古→寶塚町→櫻町中央→市民文化會館→市政廳前→松阪站）
- 大口線（日语：空港アクセス・三雲松阪コミュニティバス）
  - 松阪港（日语：津松阪港）
- 三雲松阪線（日语：空港アクセス・三雲松阪コミュニティバス）
  - 三雲地域振興局
- 三重交通
  - 1號乘車站
    - 三交Paruk
    - 津賽艇場（日语：津競艇場）
    - 松阪競輪場（日语：松阪競輪場）

  - 2號乘車站
    - 02系統 松阪中央醫院（經市政廳前）
    - 02系統 松阪中央醫院（經西林）
    - 06系統 松阪合同廳舍 ※平日早上只有1班，星期六、日、假期及年尾年頭暫停服務
    - 48系統 嬉野一志町（經藤之木台、小野）※部分班次經松阪中央醫院（松阪市自主運行巴士）
    - 48系統 小野（松阪市自主運行巴士）
    - 東京高速巴士（日语：大宮・東京 - 鳥羽・南紀線） 西武巴士大宮營業所（日语：西武バス大宮営業所） （經立川站北出口、Busta新宿、池袋站東出口、大宮站西出口） （西武觀光巴士（日语：西武観光バス）、三交伊勢志摩交通（日语：三交伊勢志摩交通）聯營）
    - 東京高速巴士 西武巴士大宮營業所 （經YCAT（日语：YCAT）（橫濱站）、池袋站東口、大宮站西口） （西武觀光巴士、三交伊勢志摩交通聯營）

  - 3號乘車站
    - 02系統 Park Town學園前（經春日町、花岡山）
    - 08系統 三重高校（日语：三重高校）前 （經春日町、新四又）

  - 4號乘車站
    - 11系統 大石 （經辻原）
    - 11系統 道之驛飯高驛（日语：道の駅飯高駅）（經辻原）
    - 12系統 Sumeru（日语：奥香肌峡温泉） （經辻原）
    - 14系統 柚原 （松阪市自主運行巴士）
    - 15系統 中部台公園 ※當舉行活動時運行
    - 52系統 大石 （經射和）
    - 52系統 大石 （經相可高校（日语：三重県立相可高等学校））
    - 52系統 大石 （經工業團地、相可高校）
    - 52系統 大石 （經中萬）
    - 54系統 三瀨谷 （經射和）
    - 55系統 聲寶正門前 （經相可台）
    - 南紀特急巴士（日语：南紀特急バス） 熊野古道中心（日语：三重県立熊野古道センター） （經大台町（日语：道の駅奥伊勢おおだい）、紀伊長島、尾鷲市政廳前） （與三重急行自動車（日语：三重急行自動車）聯營）

### 北出口
近鐵松阪站
- 松阪市市街地循環巴士鈴之音巴士
  - 左回 ※星期六、日、假期及年尾年頭暫停服務
  - 右回 ※星期六、日、假期及年尾年頭暫停服務
- 大口線
  - 松阪港
  - JR松阪站
- 三雲松阪線
  - 三雲地域振興局
- 黑部、東地區社區巴士（日语：黒部・東地区コミュニティバス）
  - 出間（經JA黑部） ※星期六、日、假期及年尾年頭暫停服務
- 機殿、朝見地區社區巴士
  - 東久保、JA黑部（經朝田） ※星期六、日、假期及年尾年頭暫停服務
- 青木巴士（日语：青木バス）
  - 東京站（鍛冶橋停車場）（經YCAT（日语：YCAT）） （夜行）

## 相鄰車站
東海旅客鐵道（JR東海）
紀勢本線
- 特急「南紀」停車站

■快速「三重」
津－松阪－多氣
■普通
六軒－松阪－德和
名松線（所有列車各站停車）
松阪－上之
近畿日本鐵道
 山田線
- □特急停車站

■快速急行
伊勢中川（M61）－松阪（M64）－伊勢市（M73）
■急行
伊勢中川（M61）－松阪（M64）－（部分停靠宮町（M72））－伊勢市（M73）
■普通
松崎（M63）－松阪（M64）－東松阪（M65）

### 曾經存在的路線
三重電氣鐵道
松阪線
松阪－平生町

## 注腳